# Stora Hyttnäs

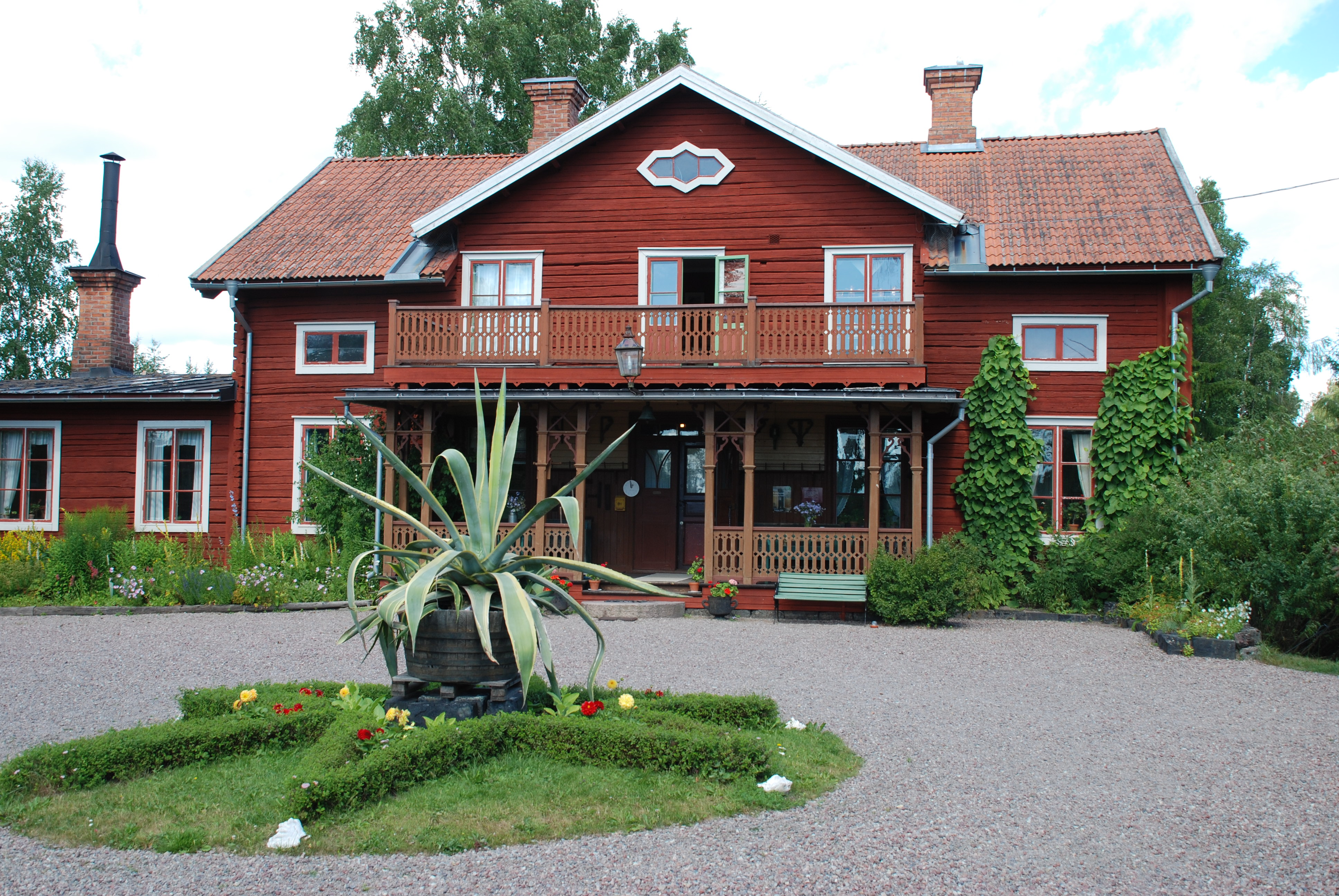
Stora Hyttnäs.

Stora Hyttnäs är en gammal bergsmansgård belägen i Sundborn, utanför Falun, i Dalarna, bredvid Carl Larsson-gården (Lilla Hyttnäs). 
Gården ligger på en halvö invid Sundbornsån. På Stora Hyttnäshalvön finns omkring 80 arter av vedartade träd och buskar som ek, bok, slån, alm och olika lindar.
Stora Hyttnäs omnämns första gången på 1300-talet.
Johan Otto, (adlad 1666 till Silfverström) borgmästare i Falun ägde Stora Hyttnäs på 1600-talet, han dog 1689, gården köptes då av Germund Folkern, även han borgmästare i Falun. Germunds änka dog 1745, deras tre döttrar ärvde då gården, delarna såldes på auktion 1758.
Därefter ägdes gården av bergsmannen Johan Högström (f. på Höjen 1720) varpå den vid hans död 1800 ärvdes av dottern Elisabeth och hennes make Johan Larsson Norstedt (f. på Höjen 1756). Johan Larsson Norstedt fick två döttrar, Anna Kristina och Elisabeth Catharina. Båda bodde som gifta på Stora Hyttnäs, Anna Kristina med bergsmannen Eggert Vibelius från Risholn som avled redan 1821 och Elisabeth Catharina med häradsskrivaren Lars Gustaf Rathsman, komministerson från Rättvik. Lars Gustaf Rathsman lät 1850 uppföra den nuvarande huvudbyggnaden samt kontorsbyggnaden. Han avled 1851. De båda systrarna bodde som änkor kvar på Stora Hyttnäs. Anna Christina Vibelius avled 1870 och Elisabeth Catharina Rathsman avled 1871. 
Gården fick därefter nya ägare, först disponenten Ax. W. Schedvin och sedan från år 1881 paret Henrika, född Tundahl (född 31 januari 1855), och Pontus Linderdahl. Bröllopet var den 15 februari 1881 på Nya Hotellet i Falun. Paret fick tre barn: Nils född 4 november 1881, Stina 1882 och Bengt 1890. 
Bengt blev 93 år gammal och levde på Stora Hyttnäs till sina sista dagar; han avled 1983 och hade då testamenterat till Sundborns landskommun (som dock redan då uppgått i Falu kommun) med uppgift att vårda och bevara Stora Hyttnäs i tidstypiskt skick. 1984 bildades Linderdahlska Stiftelsen som idag äger Stora Hyttnäs. 
Idag är Stora Hyttnäs ett museum som visar ett autentiskt, högborgerligt och orört sekelskifteshem från 1800-talet. Trädgården från 1800-talet är en attraktion i sig, anlagd i tysk stil.